# Château de Ranis
 (juin 2023).
Si vous disposez d'ouvrages ou d'articles de référence ou si vous connaissez des sites web de qualité traitant du thème abordé ici, merci de compléter l'article en donnant les références utiles à sa vérifiabilité et en les liant à la section « Notes et références ».

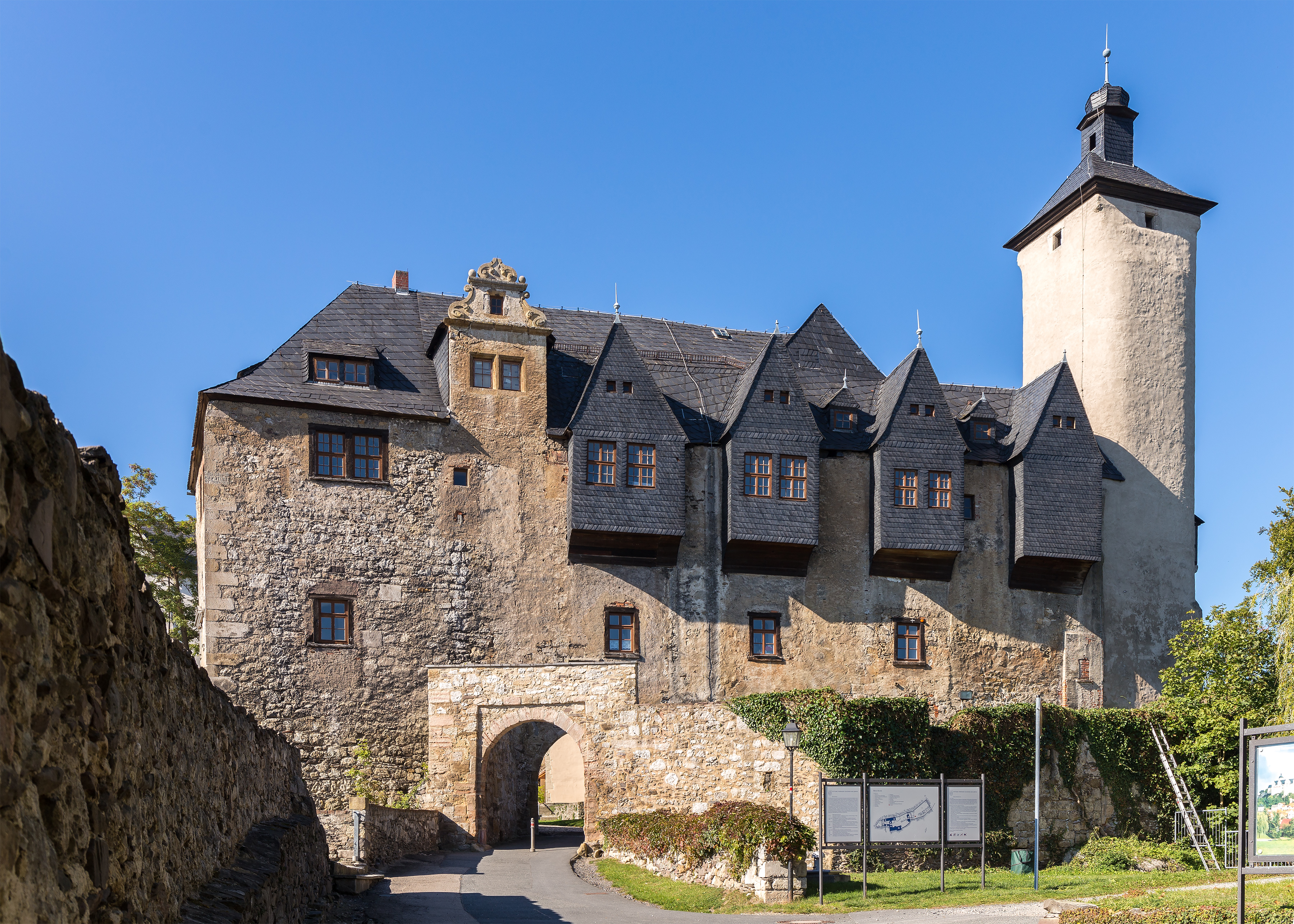
Entrée de la basse-cour (Vorburg) du château.

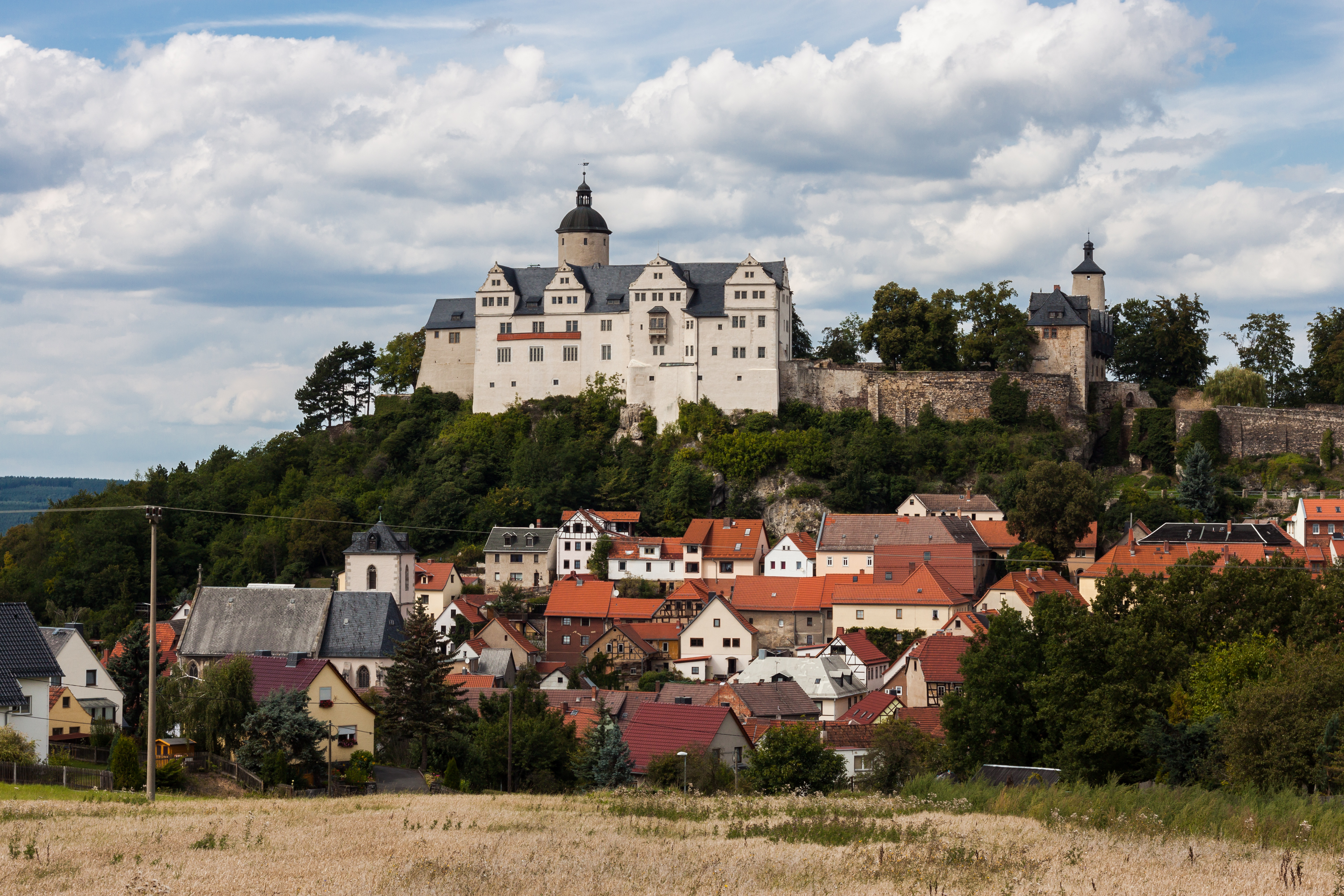
Le château de Ranis au-dessus du bourg historique avec l'église Sainte-Marguerite en bas à gauche.

Le château de Ranis (Burg Ranis) est un château fort allemand situé en Thuringe à Ranis, non loin de Pößneck. Il domine la petite ville.

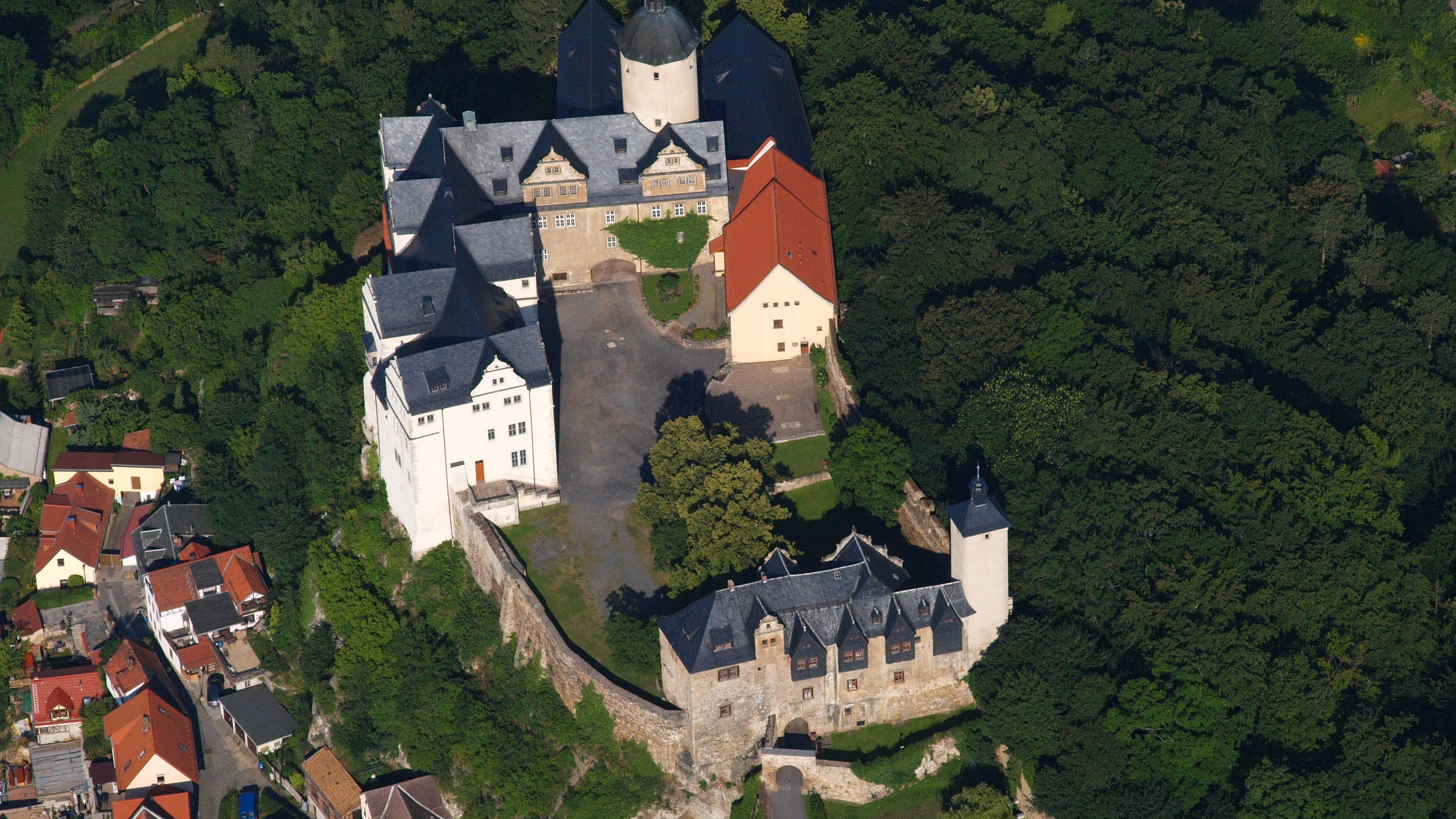
Le château de Ranis à vol d'oiseau (juin 2011)

## Description
Ce château fort de type Höhenburg (château construit sur une hauteur) consiste en un petit Burg en hauteur à l'ouest comprenant la haute-cour et une tour de guet de 38 mètres de hauteur, une aile sud de caractère et deux vastes basses-cours (Vorburg). Les grands bâtiments préservés de basse-cour séparent la grande cour du château à l'est du château (Hauptburg) lui-même et la cour extérieure du bailey. Ceux-ci abritaient les communs et étaient reliés au petit bourg en bas par un tunnel voûté. Les bâtiments de basse-cour, ainsi que le mur qui sert de fortification à l'est, sont défendus par un Zwinger (surface nue entre deux murailles) avec des tranchées en amont et un pont-levis. Ces fortifications datent du XIIe siècle. Les bâtiments datent du XIIIe siècle et du XIVe siècle, mais leur apparence a été modifiée au début du XVIIe siècle dans le style architectural de la Renaissance saxonne. Ensuite, le château par la construction de l'aile sud avec ses gâbles caractéristiques a été aménagé en château d'agrément.

## Histoire
Il existe depuis le XIe siècle un château fort à cet emplacement en hauteur (dénommé le Burgberg). C'est en 1084 que l'empereur Henri IV donne ces terres - castrum Ranis - à Wiprecht de Groitzsch, futur margrave de Meissen (de Misnie) et de Lusace. En 1199, le château fort est le siège du ministériel impérial qui dépend directement de l'empereur. En tant que bien d'Empire (Reichsgut), ce château (Burg) occupe une position particulière dans le Saalegau comme fort gardant la frontière contre les Slaves. L'empereur Othon IV attribue le château de Ranis et ses terres seigneuriales autour de Saalfeld aux seigneurs de Schwarzburg. En 1220, l'empereur Frédéric II  donne le château et ses terres en fief aux Schwarzburg. Au XIIIe siècle et au XIVe siècle, Ranis appartient aux comtes de Kevernburg et Schwarzburg.
Les comtes de Schwarzburg vendent le château en 1389 à la Maison de Wettin. En 1463, Guillaume III de Saxe lègue le château « en l'honneur de son épouse » Katharina von Brandenstein à son frère Heinrich von Brandenstein. Les Brandenstein, endettés, sont obligés de le vendre en 1571 aux seigneurs de Breitenbauch. La ville de Ranis et le cercle (district) de Ziegenrück deviennent prussiens en 1815. En 1906, les Breitenbauch changent leur nom en Breitenbuch. La famille vend le château et ses terres en 1942 à la Croix rouge allemande. Depuis 1994, il fait partie de la Fondation des châteaux et jardins de Thuringe (Stiftung Thüringer Schlösser und Gärten).
Jusqu'en 2017 ce sont environ 8,5 millions d'euros qui y ont été investis. En 2008, grâce à l'aide du Fonds européen de développement régional, l'aile sud est entièrement restaurée.

## Utilisations
Le musée du château (Burgmuseum) est ouvert en 1926 par le propriétaire d'alors, Dietrich von Breitenbuch, et après la guerre, la ville de Ranis en fait en 1956 un musée régional. Au-delà de l'histoire du château et de la région, ce musée fournit des informations sur les grottes d'Ilsen situées directement sous le château, ainsi que sur la géologie, la sismologie, la préhistoire et la préhistoire de la région. En avril 2014, le musée est inscrit à la liste rouge de la culture (Rote Liste Kultur) du conseil culturel allemand et classé dans la catégorie I (menacé de fermeture), après que le conseil municipal eut annulé le financement et eut décidé de fermer le château à partir du 1er novembre 2014 au cas où aucun autre opérateur n'était trouvé. En conséquence, l'État libre de Thuringe annonce qu'il donne à l'arrondissement de Saale-Orla de 2015 à 2017 une somme annuelle de 50 000 euros pour assurer le fonctionnement du musée. En outre, un concept de financement viable doit être développé et l'exposition modernisée.
En 1928, la famille von Breitenbuch installe, en plus du musée, un restaurant dans une partie du château, afin de couvrir les frais d'entretien du château. Ce restaurant n'existe plus.
Depuis 1994, les journées annuelles de littérature et des auteurs de Thuringe ont lieu au château sous l'égide des LeseZeichen e.V. d'Iéna. Parmi les invités, on compte par exemple Katharina Thalbach, Sven Regener, Denis Scheck, Andrea Sawatzki, Iris Berben, Heinz-Rudolf Kunze, Thomas Thieme, Sasa Stanisic, Nora Gomringer, Ann Cotten, José Oliver et Thomas Kunst.
Le tournage du film Löwenzahn – Das Kinoabenteuer y a eu lieu en juillet 2010.

## Source de la traduction
- (de) Cet article est partiellement ou en totalité issu de l’article de Wikipédia en allemand intitulé « Burg Ranis » (voir la liste des auteurs).